# Останній нащадок Землі
«Останній нащадок Землі» (англ. Children of Men, досл. «діти людські») — британсько-американський науково-фантастичний трилер, знятий мексиканським режисером Альфонсо Куароном за мотивами однойменного роману-антиутопії Філліс Дороті Джеймс. Прем'єрний показ стрічки відбувся 3 вересня 2006 року на Венеційському кінофестивалі. 2007 року фільм було номіновано на три премії «Оскар».

## Назва
Оригінальна назва фільму є посиланням на текст 89-го псалма в англійському перекладі: «Thou turnest man to destruction; and sayest, Return, ye children of men!». В українському перекладі Івана Огієнка він звучить як «Ти людину вертаєш до пороху, і кажеш: Вернітеся, людські сини!». Водночас в українському кінопрокаті фільм ішов із заголовком «Останній нащадок Землі», а на українському телебаченні (закадрове озвучення студії «Мова» для телеканалу ТРК «Україна» та закадрове озвучення студії «Так Треба Продакшн» для телеканалу Cine+) — під назвою «Дитя людське» (калька з російської прокатної назви «Дитя человеческое»).

## Сюжет
У 2027 році людство повільно вимирає через безпліддя. Вже 18 років не народжувалася жодна дитина, що призвело до колапсу більшості держав. Сполучене Королівство перетворилося на поліційну державу, куди заборонено прибуття біженців — їх ув'язнюють, депортують або страчують. Спроби позаматкового вирощення дітей не увінчалися успіхом.
Теодор «Тео» Фарон — колишній активіст, а тепер цинічний державний службовець. Зі своїм другом Джаспером він міркує, що навіть винайдення ліків від безпліддя не врятує людство, бо його занепад почався вже давно. Після вибуху в кафе Теодора викрадають «Риби» — радикальне угрупування, що виступає за рівні права для імігрантів. Угрупування очолює дружина Тео, Джуліан Тейлор; вони розлучилися 20 років тому після смерті сина внаслідок пандемії грипу 2008 року. Джуліан пропонує Тео гроші за виготовлення документів для молодої біженки на ім'я Кі. Тео після погроз неохоче погоджується і просить більше грошей за особистий супровід Кі. Люк, член «Риб», везе Тео, Кі, Джуліан і колишню акушерку Міріам до Кентербері. Дорогою на них нападають бандити та вбивають Джуліан. Група тікає від банди та поліції та ховає труп Джуліан у лісі.
Вони досягають заміського будинку, де Кі зізнається Тео, що вона єдина жінка у світі, яка успішно завагітніла. Джуліан планувала залучити її до «Проєкту людини», яким керує група науковців на Азорських островах. Люк очолює «Риб», але вночі Тео підслуховує, що це Люк організував смерть Джуліан, і збирався вбити Тео, щоб використати дитину Кі для здобуття політичного впливу. Тео, Кі та Міріам тікають до сховку Джаспера, який живе зі своєю паралізованою й непритомною дружиною Дженіс, колишньою журналісткою, яку переслідував уряд.
Група планує дістатися до корабля «Проєкту людини», який відпливатиме з Бексгілла, відомого центру утримання біженців. Джаспер підкуповує офіцера Сіда канабісом, щоб він таємно переправив їх до Бексгілла під виглядом біженців. Наступного дня «Риби» знаходять сховок Джаспера, змушуючи групу втекти раніше. Джаспер залишається, щоб отруїти Дженіс та їхнього собаку, перш ніж його вбиває Люк.
Сід допомагає Тео, Кі та Міріам сісти в автобус, який везе їх до табору біженців. Після того, як у Кі відходять води, охоронець заходить до автобуса, щоб вибрати людей для страти. Міріам заважає охоронцю дістатися до Кі, тому її забирають. Тео обманом змушує охоронця покинути автобус.
У Бексгіллі ромка на ім'я Марічка поселяє Тео та Кі в кімнаті, де Кі народжує дівчинку. Наступного дня Сід розповідає парі, що між британськими військовими та біженцями відбуваються сутички, і «Риби» проникли до табору. Потім Сід повідомляє, що голови Тео та Кі призначена винагорода, і намагається їх захопити. Марічка та Тео долають Сіда, і разом з Кі та її дитиною переховуються у друзів Марічки.
Коли група досягає човна, щоб дістатися на корабель, вона потрапляє у засідку «Риб», які захоплюють Кі та немовля. В той же час місцевість штурмують британські війська. Тео під пострілами дістається до будинку, де засіли «Риби» та протистоїть Люку, який гине внаслідок вибуху. Тео виводить Кі та немовля з будинку. Здивовані появою немовляти, британські солдати та «Риби» тимчасово припиняють бій і дозволяють вивести дитину. Марічка веде Тео й Кі до човна, але сама вирішує лишитися у Бексгіллі.
Британські винищувачі бомбардують Бексгілл, Тео та Кі веслують до корабля крізь туман. Тео показує, що Люк встиг поранити його. Відчуваючи, що помирає, він дає Кі декілька порад з догляду за дитиною. Кі обіцяє назвати дівчинку «Ділан», на честь загиблого сина Тео та Джуліан. Тео непритомніє, коли наближається корабель. Екран темніє і лунає дитячий сміх.

## У ролях
- Клайв Овен — Теодор Фарон
- Джуліанн Мур — Джуліан Тейлор
- Майкл Кейн — Джаспер Палмер, друг Тео
- Клер-Гоуп Ешіті — Кі
- Пем Ферріс — Міріам
- Чиветел Еджіофор — Люк
- Чарлі Ганнем — Патрік
- Денні Г'юстон — Найджел
- Оана Пелля — Марічка
- Ед Вествік — Алекс

## Саундтрек
1. «Hush» (Deep Purple) — 4:25
2. «Witness (1 Hope)» (Roots Manuva) — 4:14
3. «Tomorrow Never Knows» (Джуніор Паркер) — 3:30
4. «Sleepy Shores» (Майкл Прайс) — 2:52
5. «The Court of the Crimson King» (King Crimson) — 4:49
6. «Backward» (Kode9, Spaceape) — 4:33
7. «Wait» (The Kills) — 4:47
8. «There Is an Ocean» (Donovan) — 4:47
9. «Ruby Tuesday» (Франко Баттіато) — 3:37
10. «Money Honey» (Warrior Queen, Кевін Мартін) — 3:46
11. «Arbeit Macht Frei» (The Libertines) — 1:15
12. «Indian Stomp» (Cyrus) — 3:29
13. «Bring on the Lucie (Freda Peeple)» (Джон Леннон) — 4:13
14. «Running the World» (Джарвіс Кокер) — 4:43
15. «Плач за жертвами Хіросіми» (Кшиштоф Пендерецький)

## Премії та номінації
Загалом фільм отримав 20 нагород та 27 номінацій, зокрема:
- 2007 — Премія «Оскар»:
  - Найкраща операторська робота — Еммануель Любецкі (номінація)
  - Найкращий монтаж — Альфонсо Куарон, Алекс Родрігес (номінація)
  - Найкращий адаптований сценарій — Альфонсо Куарон, Тімоті Секстон, Девід Арата, Марк Фергус, Гоук Остбі (номінація)

- 2007 — Премія «BAFTA»:
  - Найкраща операторська робота
  - Найкраща технологічна підготовка виробництва
  - Найкращі спецефекти (номінація)

- 2007 — Венеційський кінофестиваль:
  - Видатні технічні здобутки
  - Приз «Laterna Magica»
  - Золотий лев (номінація)

## Сприйняття
«Останній нащадок Землі» отримав схвальні відгуки критиків; на сайті-агрегаторі рецензій Rotten Tomatoes фільм отримав рейтинг схвалення 92 %, із середнім балом 8,10/10. Критичний консенсус сайту зазначає: «„Останній нащадок Землі“ працює на всіх рівнях: як жорстокий трилер-гонитва, фантастична повчальна історія та складна людська драма про суспільства, які борються за виживання». На Metacritic фільм має середню оцінку 84 зі 100, що свідчить про «загальне визнання». Багато видань про кіно зарахували його до 10-и найкращих фільмів 2006 року.
Роджер Еберт у Chicago Sun-Times дав рецензію, в якій зазначив, що діти в ролі макгафіна — це просто драматичний прийом, що дозволяє уникнути реальної політики, водночас показуючи, як світ віддаляється від цивілізованості та співіснування. Фільм насправді не про дітей; він про те, як страх може бути використаний для виправдання поліційної держави. Критик похвалив переконливі, не надто футуристичні декорації, та акторську гру.
Енн Горнадей у The Washington Post вказала, що фільм уникає зйомок крупним планом і показує серію насичених деталями сцен, на тлі яких Теодор постає нетиповим героєм. Куарон демонструє занепадницький антиутопічний світ, але не дозволяє відчаю перемогти.
Ендрю Серріс у Observer дав негативний відгук, пишучи, що Клайв Овен «ніколи не грав такої безбарвної та нещасної ролі, як тут». Віртуозна операторська робота Еммануеля Любецького демонструє занедбані міські пейзажі, але применшує значення акторів. Антиутопічний фільм тоне у своїй символіці та псевдогуманізмі.
Після європейської міграційної кризи 2015 року, виходу Великої Британії з Європейського Союзу, першого президентства Дональда Трампа (2017—2021) та пандемії COVID-19, що розпочалася у 2020 році, критики назвали фільм «пророчим».

## Цікаві факти
- Слоган фільму: «Нема дітей. Нема майбутнього. Нема надії»
- В книзі події відбуваються 2021 року, але у фільмі дію перенесено до 2027-го.
- У фільмі в камео з'явилася Філліс Дороті Джеймс, автор роману, який ліг в основу фільму.
- Джуліан каже Теодору, що дзвін у вухах після пережитого ним вибуху — це наслідок «відмирання слухових клітин» у головному мозку. Насправді дзвін у вухах (у цьому випадку) спричиняється ураженням слухових рецепторів, які за декілька днів цілком відновлюють функціональність. Слова Джуліан, хоча й неправдиві, символізують непоправні втрати, яких зазнав Теодор[17].